# Hemisturmia carcelioides
Hemisturmia carcelioides là một loài ruồi trong họ Tachinidae.